# Ten Makes A Face
Ten Makes a Face er danske When Saints Go Machines første album.
Ten Makes a Face er udgivet i år 2009